# معمر القذافي
مُعمّر محمد عبد السلام القذّافي (7 يونيو 1942 – 20 أكتوبر 2011) كان سياسيًا وثوريًا ليبيًا حكم ليبيا لأكثر من 42 سنة. أولًا كرئيس مجلس قيادة الثورة في الجمهورية العربية الليبية 1969 - 1977. بعدها صار يُعرف بالأخ القائد للجماهيرية العربية الليبية الشعبية الإشتراكية العظمى 1977 - 2011. صعد القذافي إلى السلطة في إنقلاب عسكري خلع عبره الملك إدريس، ملك المملكة الليبية في العام 1969 وظل رئيسًا لمجلس قيادة الثورة حتى عام 1977، عندما تنحى رسميًا من رئاسة مجلس قيادة الثورة ونصب نفسه «قائدًا للثورة». في عام 2008 عقد اجتماعًا لزعماء أفريقيا ومُنح لقب «ملك ملوك أفريقيا» ومدافعًا رئيسيًا عن الولايات المتحدة الأفريقية، وشغل منصب رئيس الاتحاد الأفريقي في الفترة من 2 فبراير 2009 إلى 31 يناير 2010.
استبدل القذّافي الدستور الليبي لعام 1951 بقوانين استنادًا إلى عقيدة سياسية سُميّت بالنظرية العالمية الثالثة، ونشرت في الكتاب الأخضر. بعد تأسيس الجماهيرية في عام 1977، استقال رسميًا من منصبه وبعد ذلك كان له دور رمزي إلى حد كبير في اللجنة الشعبية العامة. أدّى ارتفاع أسعار النفط واستخراجه في ليبيا إلى زيادة الإيرادات. ومن خلال تصدير النفط بالكميات وارتفاع مُعدّل نصيب الفرد، بالإضافة إلى برامج الرعاية الاجتماعية المختلفة، حققت ليبيا أعلى المعايير في سجلات مؤشر التنمية مقارنة بدول أفريقيا وظلت خالية من الديون.
يصف نقاد القذافي بأنه كان مستبدًا في ليبيا أوغوغائيا، على الرغم من إنكار الحكومة الليبية من أن ليس له أي سلطة فيها. في نهاية الثمانينات من القرن الماضي، حصل القذّافي على أسلحة كيميائية، مما جعل ليبيا تحت حكم القذافي توصف بدولة منبوذة، و حدا دولاً في جميع أنحاء العالم بفرض العقوبات عليها. بعد ستة أيام من إلقاء القبض على الرئيس العراقي السابق صدام حسين في عام 2003 من قبل الولايات المتحدة، رحّب القذّافي بفريق عمليات التفتيش للتحقق عن برامج أسلحة الدمار الشامل في طرابلس والتأكد من خلوّ البلاد منها والالتزام بالقوانين الدولية.
في فبراير 2011، وفي أعقاب الثورات العربية في الدول المجاورة في مصر وتونس، بدأت الاحتجاجات ضد حكم القذافي وتصاعد هذا التوتر إلى الإنتفاضة في جميع أنحاء ليبيا، وسبّب قمع تلك المظاهرات إلى تشكيل حكومة للمعارضة، ومقرها في مدينة بنغازي، وسميت بالمجلس الوطني الإنتقالي. وأدت هذه الخطوة إلى نشوب الحرب الأهلية الليبية، والتي عجلت للتدخل العسكري من قبل قوات التحالف بقيادة حلف شمال الأطلسي لفرض تطبيق قرار مجلس الأمن الدولي الذي يدعو إلى إقامة منطقة حظر طيران وحماية المدنيين. تم تجميد أصول القذافي وعائلته، وأصدرت المحكمة الجنائية الدولية والانتربول مذكرات توقيف في 27 يونيو/ حزيران من نفس العام لمعمر القذافي، وابنه سيف الإسلام، ورئيس المخابرات عبد الله السنوسي، بأحكام تتعلق بارتكاب جرائم ضد الإنسانية.
خسر القذافي وقواته معركة طرابلس في أغسطس 2011، وفي سبتمبر من العام نفسه، حجز المجلس الانتقالي مقعده في الأمم المتحدة، ليحل محل القذافي. احتفظ القذافي بالسيطرة على أجزاء من ليبيا، وعلى الأخص في مدينة سرت، وطرابلس وبني وليد وهي المدينة التي أُفتُرض لجوؤه إليها. على الرغم من أن قوات القذافي أحكموا سيطرتهم في بداية معركة سرت ضد هجمات قصف حلف شمال الأطلسي وتقدم قوات المجلس، إلا أن مُعمّر اعتقل على قيد الحياة على أيدي أفراد من جيش التحرير الوطني بعد الهجوم على موكبه بالقنابل من قبل طائرات حلف شمال الأطلسي يوم سقوط المدينة في 20 أكتوبر عام 2011. قُتل القذافي من جانب مقاتلي جيش التحرير الوطني وأذنت لانتهاء فترة حكم امتدت لاثنين وأربعين عامًا وهي الأطول في تاريخ ليبيا منذ أن أصبحت ولاية عثمانية سنة 1551. ومن أطول فترات الحكم للحكام غير الملكيين في التاريخ.

## نشأته
هو معمر محمد عبد السلام بن احميد أبو منيار بن احميد بن نايل القُحصي القذافي، من قبيلة القذاذفة. ولد في أسرة محافظة بدوية في 7 يونيو 1942 في قرية اسمها (جهنم) بالقرب من (شعيب الكراعية) في وادي جارف بمنطقة سرت أرسله والده إلى بلدة سرت حيث أكمل الابتدائية عام 1956 م، ثم انتقل إلى مدينة سبها في الجنوب.

### التعليم والنشاط السياسي: 1950-1963
العديد من المعلمين في سبها كانوا من المصريين، وللمرة الأولى دخل القذافي القومية العربية السائدة في العالم العربي من خلال الصحف والبرامج الإذاعية، وأبرزها إذاعة صوت العرب ومقرها القاهرة. شهد ونشأ القذافي أحداثا هامة هزت العالم العربي، بما في ذلك الحرب العربية الإسرائيلية عام 1948، والثورة المصرية العام 1952، وأزمة السويس في العام 1956، وتأسيس اتحاد قصير الأجل ألا وهي الجمهورية العربية المتحدة بين عامي 1958 و1961. صب القذافي اهتماماً ونشاطاً ملحوظاً في المجالات السياسية والتغييرات التي يجرى تنفيذها في جمهورية مصر العربية تحت رئاسة جمال عبد الناصر خلال رئاسته للإتحاد الاشتراكي العربي، الذي صعد إلى السلطة في عام 1956. من خلال دعوة القومية العربية، دأب عبد الناصر إلى الكثير من المشاورات والاجتماعات من أجل الوحدة في العالم العربي، ورفض الإستعمار الغربي، والإستعمار الجديد، والصهيونية، والانتقال من الرأسمالية إلى الاشتراكية. مثل هذه الأفكار استوحاها القذافي وتأثر بها، وكان يرى في عبد الناصر البطل القومي. تورط القذافي بنشاطات سياسية، وأصبح زعيماً طلابياً في ال14 من عمره. وساعد في تنظيم مظاهرات ضد تفكك الروابط بين مصر وسوريا
وتوزيع ملصقات تنتقد النظام الملكي.
وصل هذا النشاط إلى مسمع وانتباه السلطات، ليطرد من المدرسة في عام 1961 وأمرت أسرته لمغادرة سبها. انتقل القذافي إلى مصراتة، حيث أنهى بها دراسته الثانوية. من خلال محافظته واهتمامه في النشاط القومي العربي، إلا أنه رفض الانضمام إلى أي من الأحزاب السياسية المحظورة المنتشرة في المدينة - بما في ذلك حركة القوميين العرب، وحزب البعث العربي الاشتراكي (الفرع الليبي) والإخوان المسلمين وأيضا كان ممن يرفضون الطائفية. قرأ القذافي كثيراً حول مواضيع ناصر والثورة الفرنسية عام 1789، وكذلك أعمال المنظر السياسي السوري ميشيل عفلق والسير الذاتية لإبراهام لنكولن، صن يات صن، ومصطفى كمال أتاتورك وتأثر كثيراً بسيرة عمر المختار الذي يعتبره الشعب الليبي بطلاً قومياً وزعيماً روحياً.

### التعليم العسكري 1963-1966
قرر معمر دراسة التاريخ في الجامعة الليبية في بنغازي لكن سرعان ما ترك الجامعة لينضم إلى الجيش. وفي عام 1963 بدأ التدريب في الأكاديمية العسكرية الملكية، في بنغازي، مع العديد من الأصدقاء من مصراتة الذين شاركو آرائه السياسية. كانت القوات المسلحة تمثل الفرصة الجيدة للحراك الاجتماعي الصاعد لليبيين بما فيهم معمر القذافي، وكان جليا أداةً للتغيير السياسي، لإمكانية إسقاط النظام الملكي المطلق للملك إدريس. مع مجموعة من كوادر موالية له، أسس القذافي في عام 1964 اللجنة المركزية لحركة الضباط الأحرار، التي سميت تَيَمُناً بالمجموعة المصرية التي تأسست في 1949 من قبل ناصر، وتكريس أنفسهم لقضية الثورية. التقوا بقيادة القذافي، سراً، وقدموا رواتبهم في صندوق واحد لتمويل الحركة. سافر القذافي حول ليبيا قدر إمكانه لجمع المعلومات الإستخبارية وتطوير الاتصالات مع المتعاطفين مع قضيته. أجهزة الإستخبارات التابعة للحكومة لم تنصب عينها على القذافي، ونظروا له كتهديد صغير نظراً لخلفيته المحدودة والفقيرة. تخرج القذافي في أغسطس عام 1965، وعين ضابطاً في وحدة الاتصالات في الجيش الليبي.
في أبريل 1966، ابتعث إلى المملكة المتحدة للمزيد من التدريب، ومكث ما يزيد على تسعة أشهر بما فيها دورة في اللغة الإنجليزية في بيكونزفيلد، باكينجهامشير، ودورة للإتصالات في سلاح الجو الملكي في بوفينجتون كامب، في مقاطعة دورست ودورة تدريب المشاة في هايث، كينت. ولم يتخرج أبدا من أكاديمية ساندهيرست العسكرية الملكية. كتب مدير الدورة بوفينجتون كامب، تقريراً مشيراً إلى أن القذافي نجح في تعلم اللغة الإنجليزية، وكانت القراءة وكرة القدم هواياته المفضلة، وكان مرحاً دائماً، يعمل بجد، وبضمير. كره القذافي فترة مكوثه في إنكلترا، مدعياً أن ضباط الجيش البريطاني يهينونه ولم يفقد القذافي هويته العربية في لندن، حيث حرص على ارتداء الجلباب الليبي التقليدي أثناء تنقله في شوارع بيكاديللي منوهاً أن إنجلترا كانت أكثر تقدماً وتطوراً من ليبيا، وعاد إلى الوطن أكثر ثقة من ذي قبل.

## الانقلاب

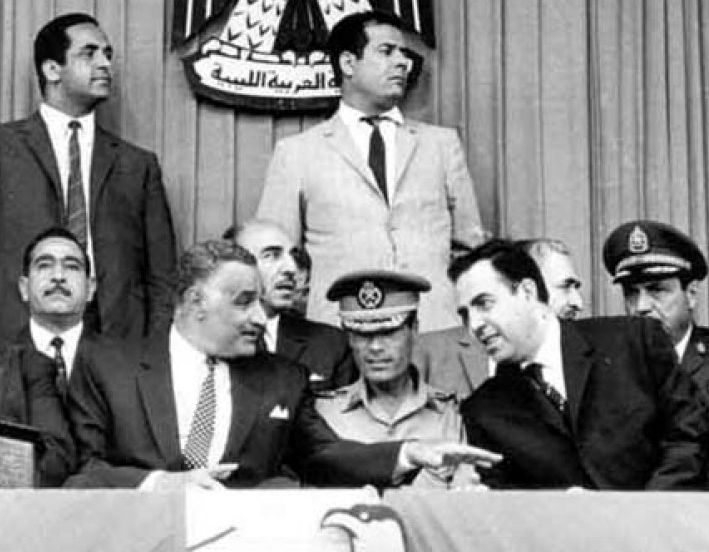
القذافي في القمة العربية في ليبيا عام 1969 بعد فترة وجيزة من ثورة سبتمبر التي أطاحت بالملك إدريس الأول. القذافي يجلس بالزي العسكري في الوسط، ويحيط به الرئيس المصري جمال عبد الناصر (يسار) والرئيس السوري نور الدين الأتاسي (يمين).

بعد انضمامه للجيش الليبي كوّن القذافي مجموعة الضباط الوحدويين الأحرار، ولعب الملازم القذافي دوراً جوهرياً في الانقلاب على الحكم السنوسي ذي الملكية الدستورية في ليبيا في الأول من سبتمبر/أيلول 1969 وأطاح بحكم الملك إدريس الأول.، سمى انقلابه بثورة الفاتح من سبتمبر وحكم ليبيا وهو شاب دون الثلاثين من العمر وأعلن الجمهورية في ليبيا. أطلق على نفسه لقب قائد الثورة وشغل منصب رئيس مجلس قيادة الثورة حتى عام 1977 حين أعلن ليبيا أول جماهيرية في العالم وقدم نظام الحكم الجماهيري الجديد. كما كان يشغل منصب القائد الأعلى للقوات المسلحة منذ سنة 1969.
كانت حكومة الملك إدريس لا تحظى بشعبية مع أواخر الستينات، بل كان النظام الاتحادي مركزي في ليبيا للاستفادة من الثروة النفطية في البلاد، مما أدى إلى تفاقم الانقسامات الإقليمية والقبلية التقليدية. تزايدت شعبية القومية العربية في البلدان المحيطة، واندلعت احتجاجات في أعقاب نكسة 1967 مصر في حرب الستة أيام ضد إسرائيل؛ متحالفة مع القوى الغربية، كان ينظر إلى إدارة إدريس موالية لإسرائيل. اندلعت أعمال الشغب المناهضة للغرب في طرابلس وبنغازي، في حين عمل العمال الليبييون على إغلاق محطات النفط تضامناً مع مصر. بحلول عام 1969، كانت وكالة الإستخبارات المركزية الأمريكية تتوقع انشقاقات في قطاعات القوات المسلحة في ليبيا وإطلاق انقلاب. وبدا أنهم كانوا يعرفون تحركات حركة الضباط الأحرار الليبية، فقد ادعوا الجهل، وقالوا أنهم كانوا يراقبون جماعة الأحذية السود الثورية.
في منتصف عام 1969، سافر إدريس إلى الخارج لقضاء الصيف في تركيا واليونان. الضباط الأحرار والقذافي رأو في ذلك فرصتهم لإسقاط النظام الملكي، وبدء عملية القدس. في 1 سبتمبر، احتلوا المطارات ومستودعات الشرطة، ومحطات الإذاعة والمكاتب الحكومية في طرابلس وبنغازي. سيطر القذافي على ثكنة البركة في بنغازي، في حين احتل البقية في طرابلس الثكنات وسيطر جلعود على البطاريات المضادة للطائرات في المدينة. تم إرسال الخويلدي الحميدي لاعتقال ولي العهد السيد حسن الرضا المهدي السنوسي وأجبره على التخلي في دعواه إلى العرش. لم يُبد أية مقاومة، ولم يستعمل العنف إلا قليلاً.
بعد إلغاء النظام الملكي، أعلن القذافي الجمهورية العربية الليبية مخاطباً الجماهير عن طريق الإذاعة، أعلن نهاية ل نظام الرجعية الفاسدة. ونظراً ل طبيعة الانقلاب غير الدموي، وصفت في البداية بالثورة البيضاء، وتم تغيير اسمها فيما بعد بثورة الفاتح. أصر القذافي أن انقلاب الضباط الأحرار ما هي إلا ثورة، بمناسبة بدء التغيير في الطبيعة الاجتماعية والاقتصادية والسياسية في ليبيا. وأعلن أن الثورة تعني حرية، اشتراكية، وحدة وطنية، وعلى مدى السنوات القادمة أجريت التدابير لتحقيقه وتنفيذه.

### زعيم ليبيا 1969-1973

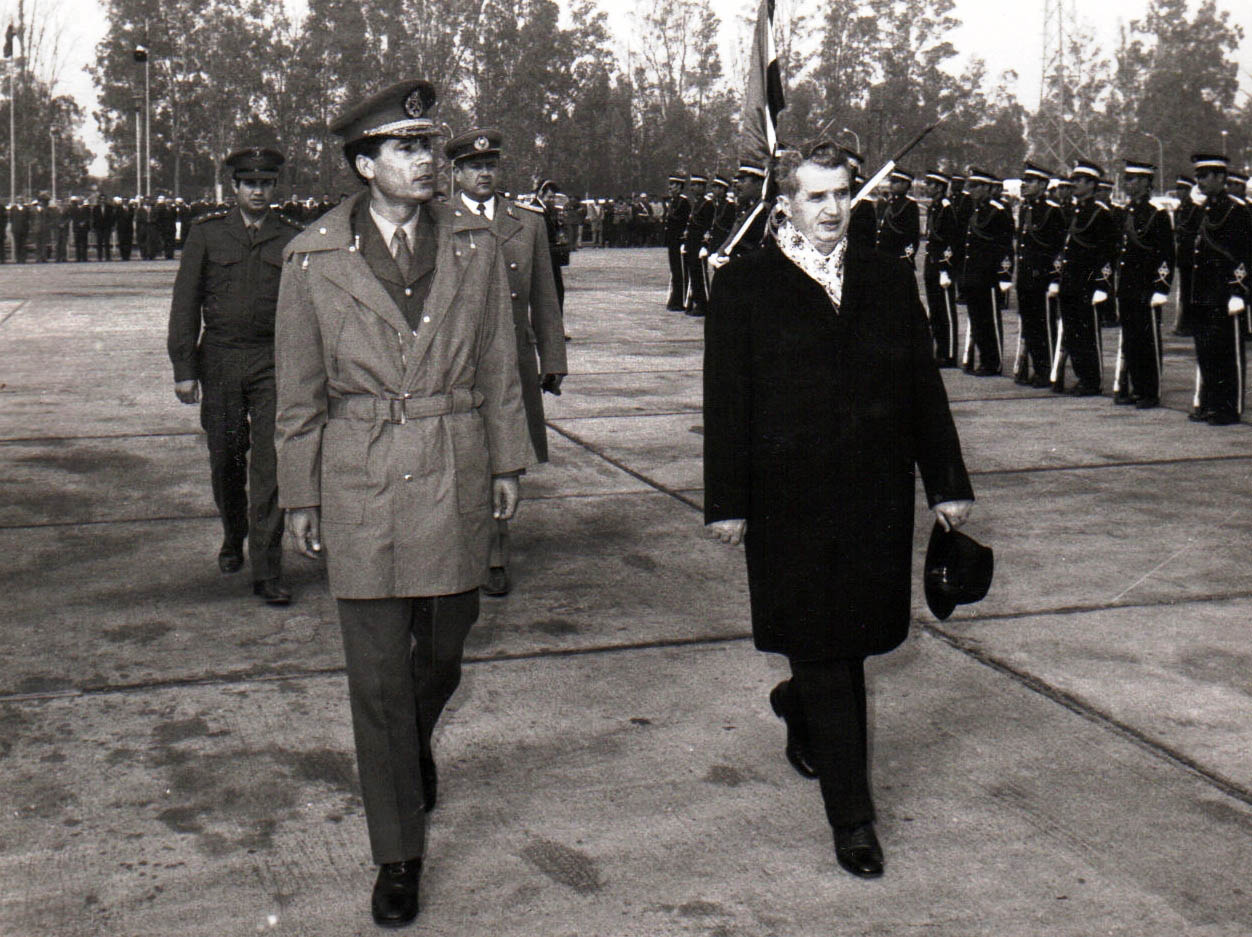
القذافي مع الزعيم الشيوعي الروماني نيكولاي تشاوتشيسكو في بوخارست، رومانيا عام 1974م.

بعد تسلم معمر القذافي زمام السلطة أمر على الفور بإغلاق القواعد العسكرية الأمريكية والبريطانية، بما في ذلك قاعدة هويلوس الجوية. صرح القذافي للمسؤولين الغربيين بأن شركاتهم ستقفل وسيطردون من الاستثمار بحقول النفط في ليبيا ما لم يشاركوا بالمزيد من العائدات. امتثلت شركات النفط للطلب، وزادت حصة ليبيا من 50 إلى 79 في المئة. في كانون الأول من عام 1969، أحبطت المخابرات المصرية انقلاب مخطط له ضد القذافي من كبار أعضاء قيادته. وكان العديد من المنشقين قد أحدثوا نمواً غير مستقر مع علاقته المتنامية بمصر.
نهى القذافي عن بيع الكحول وغير التقويم الميلادي، وذلك بإعادة تسمية جدول الشهور، فمن أغسطس، التي سميت باسم أغسطس قيصر، إلى هانيبال، ويوليو تموز، التي سميت باسم يوليوس قيصر، إلى ناصر، نسبة إلى جمال عبد الناصر. قراره التخلي عن التقويم الهجري والميلادي، وتبني تقويم جديد وفريد لليبيا يبدأ من وفاة الرسول صلى الله عليه وسلم، واعتماد تسميات مختلفة عما هو سائد. في عام 1970، طرد القذافي المستوطنين الإيطاليين الباقين من ليبيا، وشدد على ما اعتبره معركة بين القومية العربية والإمبريالية الغربية. وقال انه يعارض جهاراً الصهيونية وإسرائيل، وطرد الجالية اليهودية من ليبيا. وعين المقربين والأصدقاء في مواقع السلطة، وكان هؤلاء القريبين من القذافي يصنعون ثروات كبيرة من عائدات النفط. في أوائل السبعينات من القرن الماضي، أنشأ القذافي اللجان الثورية كقنوات لرفع مستوى الوعي السياسي، وذلك بهدف المشاركة السياسية المباشرة من قبل الليبيين بدلاً من النظام التقليدي القائم على ممثل الحزب.

### الإصلاح الاقتصادي والاجتماعي

علم ليبيا (1977-2011)، يتشابه مع علم الدولة الفاطمية وقد دعي القذافي لإحياء الدولة الفاطمية مرة أخري في شمال أفريقيا.

مع صادرات البلاد الرئيسية من النفط الخام سعى القذافي إلى تحسين وضع قطاع النفط الليبي. في أكتوبر 1969، أعلن أن شروط التجارة الحالية غير عادلة، لاستفادة الشركات النفط الأجنبية أكثر من الدولة الليبية، وبدأ مجلس قيادة الثورة في ديسمبر كانون الأول محادثات ناجحة لزيادة السعر من خلال التهديد والضغط للحد من الإنتاج ان لم يتمثلوا بذلك. في عام 1970، تبع أعضاء أوبك لتلك الخطوة، مما أدى إلى الزيادة العالمية في أسعار النفط الخام. تبع هذا الإجراء مزيد من المحادثات مع شركات النفط العاملة في ليبيا، والمعروفة باسم اتفاقية طرابلس، أمنوا بها ضريبة الدخل، والعوائد بأفضل الأسعار، وهذه التدابير سوف تجلب لليبيا ما يقدر بمليار دولار مع عائدات إضافية في أول العام. مع زيادة وإحكام سيطرة الدولة على قطاع النفط، بدأ مجلس قيادة الشعب برنامج التأميم، بدءا من مصادرة حصة شركة بريتش بتروليوم البريطانية التي تشغل حقل ساهر الميداني في ديسمبر كانون الأول عام 1971. في سبتمبر 1973، أعقب ذلك الإعلان أن جميع منتجي النفط الأجنبية العاملة في البلاد كان لا بد من تأميمها ووضعها تحت سيطرة الدولة. للقذافي، كانت هذه خطوة هامة نحو إقامة سياسة الاشتراكية. كما قام بسحب رصيد ليبيا الضخم من نطاق منطقة الجنية الإسترليني في 6 أبريل 1973 م.

## العلاقات الخارجية

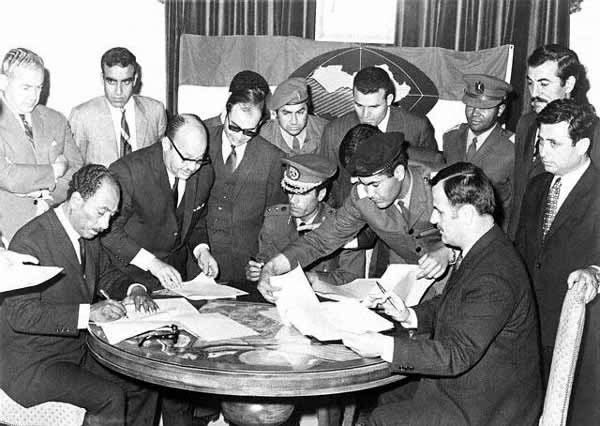
القذافي بين حافظ الأسد، وأنور السادات أثناء توقيع الاتفاقية في 1971.

### اتحاد الجمهوريات العربية:1971
وقع كل من الرئيس محمد أنور السادات رئيس جمهورية مصر العربية، والرئيس معمر القذافى رئيس مجلس قيادة الثورة ورئيس مجلس وزراء الجمهورية العربية الليبية، والرئيس حافظ الأسد رئيس الجمهورية العربية السورية على اتفاقية ودستور دولة اتحاد الجمهوريات العربية في بنغازي بتاريخ 18 نيسان 1971، وقد أجري عليه استفتاء شعبي في الأقطار الثلاثة في أول سبتمبر سنة 1971. وقد كان هذا الاتحاد يعد تحولاً في مفهوم القومية العربية وبناء نظام ديمقراطى وإشتراكى يحمى حقوق المواطن ويصون حرياته الأساسية، ويدعم سيادة القانون. والاتفاق لم يتم تطبيقه عمليًا والسبب الأساسي لعدم نجاحه هو اختلاف الدول الثلاثة على بنود الاتفاقية.

### القضية الفلسطينية

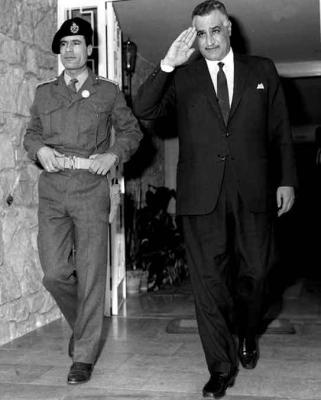
القذافي وجمال عبدالناصر بعد إنقلاب 1969 في ليبيا والإطاحة بالملك محمد إدريس السنوسي وتحول ليبيا لجمهورية رئاسية.

في أولى سنوات حكمه صب القذافي القضية الفلسطينية الأولوية وكان هذا جزءاً من خدمته للقومية وبرزت تنظيمات فلسطينية مثل الجبهة الشعبية لتحرير فلسطين والجبهة الديموقراطية والقيادة العامة. كان هناك إحساس لدى دول عربية، من بينها ليبيا القذافي، أن هذه التنظيمات يمكن أن تشكل بديلاً عن حركة فتح. وهكذا قامت ليبيا برئاسة القذافي بتسليح هذه التنظيمات ودعمها في لبنان في موازاة تسليح ودعم تنظيمات لبنانية كانت تسمى القوى الوطنية اللبنانية. كانت طريقة معمر القذافي المفاجئة والمباشرة مختلفة عن أسلوب ياسر عرفات الذي كان يرغب في الحصول على المساعدة من الدول العربية من دون أن يتيح لها الإمساك بالقرار الفلسطيني أو التأثير في البرنامج الفلسطيني. وأكد أنه لا يجب أبدا الاعتراف بالكيان الصهيوني حتى تحل قضية الشعب الفلسطيني وعودة جميع اللاجئين الفلسطينيين إلى ديارهم وقيام دولة واحدة ديمقراطية، وأضاف أن كل الدول العربية التي لها علاقات مع إسرائيل هي أنظمة جبانة.
وكان القذافي ينتقد الولايات المتحدة بسبب دعمها لإسرائيل. القذافي دعم الفلسطينيين في الصراع الإسرائيلي-الفلسطيني، وكان يعتبر إنشاء إسرائيل عام 1948، احتلال استعماري غربي وقسري في العالم العربي. دعوة الدول العربية إلى شن «حرب مستمرة» ضد إسرائيل، في عام 1970 بادر ل صندوق الجهاد لتمويل المسلحين المناهضين لإسرائيل. وفي يونيو 1972 أنشئ القذافي المركز الناصري للمتطوعين لتدريب المقاتلين المناهضين لإسرائيل.

### الجمهورية الإسلامية
وقع القذافي اتفاقا مع حبيب بورقيبة رئيس تونس آنذاك لدمج الدول في عام 1974. وجاء هذا الاتفاق بمثابة مفاجأة لأن بورقيبة قد رفض عرضاً مماثلاً من قبل. وبعد أسابيع من الاتفاق، قال انه يجب تأجيل الاستفتاء. لم تكن فكرة دمج الدول تحظى بشعبية كبيرة في تونس، ولذلك فقد الكثير من الاحترام من جانب شعبه. وجاء في الاتفاق على أن يكون بورقيبة رئيساً في حين ينصب القذافي وزيراً للدفاع ولكن الاتفاق لم يتم.

### الاتحاد السوفيتي USSR
بعد وصول معمر القذافي إلى السلطة في عام 1969 بدأت علاقات روسيا تتزايد، وقام القذافي بزيارات رسمية إلى موسكو أعوام 1976 و1981 و1985 و2008. وقف القذافي بجانب الاتحاد السوفيتي خلال الحرب الباردة، واستعار بعض الأفكار الاشتراكية في حكم بلاده، لكنه لم يعتمد اعتماداً كلياً على حكومة الكرملين. حكاية واحدة تاريخية تقول أنه خلال زيارة واحدة إلى موسكو، رفض مغادرة طائرته وزيارة بريجنيف حتى اقتاده المضيفون ليشهد جنازة إسلامية دليلاً على عدم التمييز ضد المسلمين في الاتحاد السوفياتي.
توقعت حكومة الاتحاد السوفيتي، الفوائد المحتملة من النظام المنشأ حديثاً في طرابلس، واعترفت بهم بعد ثلاثة أيام من الانقلاب. على الرغم من قمع مجلس قيادة الثورة الشيوعية، ونظر السوفييت بارتياح إلى النظام تدريجياً لتوجههم المعادي للغرب. بعدها اضطرت الحكومة السوفيتية إلى سحب أفرادها من مصر في عام 1972، زاد اهتمامها في ليبيا إلى حد كبير. وعندما توقفت القوى الغربية بيع الأسلحة إلى ليبيا في عام 1974، تم أول بيع للأسلحة السوفيتية إلى القذافي في ديسمبر كانون الأول من ذلك العام.

## النظرية العالمية الثالثة والكتاب الأخضر

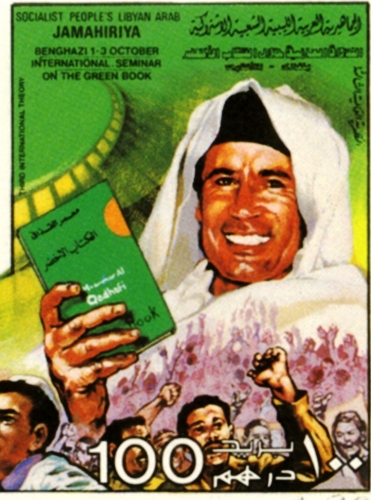
طابع بريد صادر عن الجماهيرية يؤرخ للندوة الدولية لدراسات الكتاب الأخضر (1979)

أثارت أفكاره التي يطرحها الكثير من الجدل داخل وخارج ليبيا، خاصة بعد استفراده بالقرار في البلاد لمدة تزيدة على أربعة عقود وإتهامه مع عائلته بتهم الفساد وهدر مقدرات البلاد لسنين طوال وقمع الحريات العامة، بالرغم مما أعلنه من فكر جماهيري بالمشاركة بالسلطة، والذي أوجده في السبعينيات من القرن الفائت حسبما قدم في كتابه الأخضر. وبنى نظاما فريداً في العالم على الإطلاق، ليس بالجمهوري ولا الملكي، وإنما هو مزيج من أنظمة قديمة وحديثة، ادعى أنه لا يحكم وإنما يقود ويتزعم، ولكن الواقع يشير إلى أنه كرس كل الصلاحيات والمسؤوليات في يديه.
في عام 1976 نشر القذافي كتابه الأخضر وجعله أيقونة لجماهيريته، وعرض فيه ما سماها النظرية العالمية الثالثة التي اعتبرها تجاوزاً للماركسية والرأسمالية، وتستند إلى حكم الجماهير الشعبية، وتم اعتماد اللون الأخضر لوناً رسمياً في البلاد. طرح معمر القذافي نظرية سياسية في الحكم تقوم على سلطة الشعب عن طريق ما أسماه بالديمقراطية المباشرة من خلال المؤتمرات الشعبية الأساسية كأداة للتشريع واللجان الشعبية كأداة للتنفيذ. وهي طرح اشتراكي بصورة جديدة أسماها بالنظرية العالمية الثالثة وقدمها كبديل عن الرأسمالية والماركسية. ووصفها معمر القذافي ب«خلاصة التجارب الإنسانية».
وقدم معمر القذافي أداة سياسية فريدة من نوعها تعرف باللجان الثورية ليس من بين أهدافها الوصول إلى السلطة.

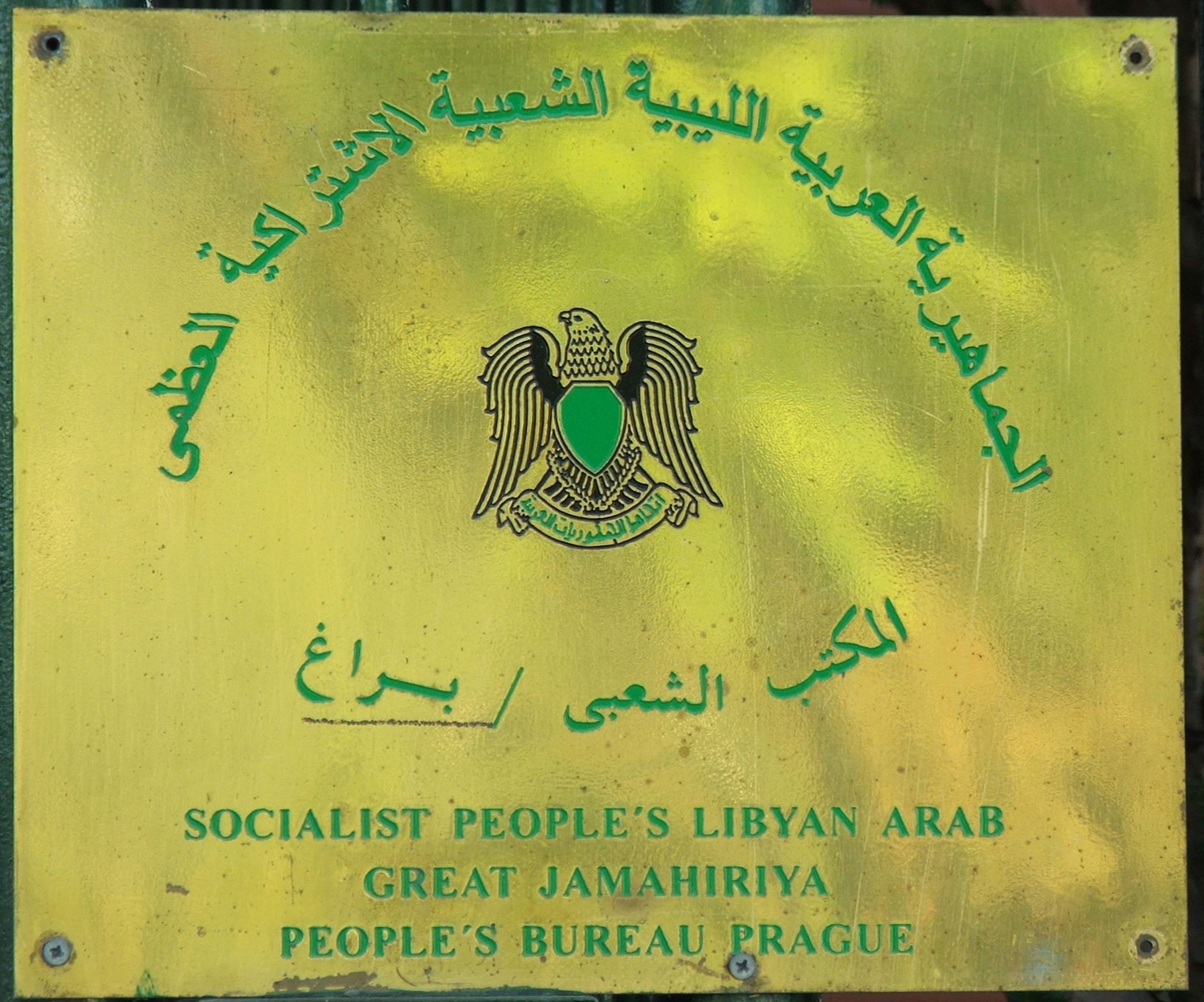
مكتب السفارة للجماهيرية في براغ

### الجماهيرية العربية الليبية الشعبية الاشتراكية العظمى
في 2 مارس 1977 اعتمد المؤتمر الشعبي العام إعلان إنشاء سلطة الشعب بناء على طلب القذافي وحل الجمهورية العربية الليبية، وتحل محلها الجماهيرية الليبية الشعبية الاشتراكية، على أساس دولة الجماهير. رسمياً، كانت الجماهيرية ديمقراطية مباشرة من خلال شعب يحكم نفسه من خلال المؤتمرات الشعبية الأساسية، حيث شارك كل الليبيين الكبار التصويت على القرارات الوطنية. من حيث المبدأ، كانت المؤتمرات الشعبية في ليبيا الأعلى في السلطة، مع القرارات الرئيسية التي يقترحها مسؤولون حكوميون أو القذافي نفسه والتي تتطلب موافقة المؤتمرات الشعبية. أعلن القذافي أن المؤتمرات الشعبية هي لِسَد حاجة ليبيا لكل قرار سياسي، مما يجعل المنظمات السياسية الأخرى التي لا داعي لها وفرض الحظر على جميع الجماعات غير المرخص لها، بما في ذلك الأحزاب السياسية والنقابات المهنية والنقابات العمالية المستقلة والنقابات النسائية. في ديسمبر 1978، استقال القذافي عن منصبه كرئيس والأمين العام لحزب المؤتمر الشعبي العام، معلناً تركيزه على الثورية بدلاً من الأنشطة الحكومية، وكان هذا الجزء تأكيداً له على فصل جهاز الثورة من الحكومة. على الرغم من أنه لم يعد في وظيفة حكومية رسمية، استمر بتسمية نفسه «قائد الثورة» وقائداً أعلى للقوات المسلحة وتابع ممارسة نفوذه على ليبيا. جاءت إضافة كلمة العظمى إلى الدولة عقب قصف الولايات المتحدة لليبيا في العام 1986.

## قصف ليبيا 1981-1986
عند انتخاب رونالد ريغان رئيساً للولايات المتحدة عام 1980 وصف القذافي بأنه الكلب المسعور في الشرق الأوسط وقال انه يتبع نهجاً متشدداً في ليبيا، معتبراً حكومته دمية لنظام الاتحاد السوفيتي. في المقابل، لعب القذافي لتطوير علاقته التجارية مع السوفييت، وزيارته لموسكو عام 1981 وتهديده بالانضمام إلى حلف وارسو. مع بداية المناورات العسكرية الأمريكية في خليج سرت في أغسطس 1981 أسقطت قوات البحرية الأمريكية طائرتين ليبيتين من نوع سوخوي سو-17. بإغلاق السفارة الليبية في واشنطن العاصمة، نصح ريغان الشركات الأمريكية العاملة في البلاد للحد من عدد من أفرادها المتمركزة هناك. في مارس 1982، نفذت الولايات المتحدة حظراً على النفط الليبي، وأمرت في عام 1986 جميع الشركات الأميركية بوقف تعاملاتها هناك. في ربيع عام 1986، بدأت البحرية الأمريكية مرة أخرى أداء المناورات في خليج سرت، حينها ردت القوات الليبية ضد تلك المناورات، لكنها فشلت مع اغراق القوات الأمريكية عدة سفن ليبية.
اتهمت الولايات المتحدة ليبيا بتدبير تفجير مرقص في برلين 1986، والذي توفي فيه جنديين أمريكيين، قرر ريغان الرد عسكرياً وأيدته في ذلك المملكة المتحدة ولكن عارضه حلفاؤه الأوروبيون. أطلقت طائرات عسكرية أمريكية في عملية إلدورادو كانيون، نظمت في 15 نيسان 1986، سلسلة من الغارات الجوية على ليبيا، وتم قصف المنشآت العسكرية في أجزاء مختلفة من البلاد، مما أسفر عن مقتل نحو 100 من الليبيين، بعضهم من المدنيين. وكانت أحد تلك الأهداف الرئيسية ثكنة باب العزيزية التي تعتبر معقل القذافي، وزعم فيه ان ابنته بالتبني هناء ذات الأربع سنوات قتلت بتلك الغارة. أدينت الولايات المتحدة دولياً، وزادت شعبية ريغان. عززت تلك الغارة من شعبية القذافي داخلياً، الذي هاجم علناً الإمبريالية للولايات المتحدة.

## الثورة داخل الثورة: 1987-1997
شهد أواخر الثمانينات سلسلة من الإصلاحات الاقتصادية الليبرالية داخل ليبيا تهدف إلى التعامل مع تراجع عائدات النفط. في شهر مايو عام 1987، أعلن القذافي بداية «الثورة داخل الثورة»، والتي بدأت مع الإصلاحات في الصناعة والزراعة وإعادة فتح الأعمال الصغيرة وفرضت قيود على أنشطة اللجان الثورية؛. في مارس 1988، ضاق دور تلك اللجان من قبل وزارة تم إنشاؤها حديثا للتعبئة الجماهيرية والقيادة الثورية لتقييد العنف ودورها القضائي، بينما انتقدهم القذافي علنا في أغسطس 1988، مؤكداً أنها انحرفت، أذت وعذبت، وأن الثوري الحقيقي ليس بممارسة القمع. في مارس، تم إطلاق سراح المئات من السجناء السياسيين، وادعى القذافي أنه لا يوجد المزيد من السجناء السياسيين في ليبيا. في يونيو حزيران أصدرت الحكومة الليبية الخضراء الكبرى ميثاق لحقوق الإنسان في عصر الجماهير، التي وضعت في 27 مادة من الأهداف والحقوق والضمانات لتحسين حالة حقوق الإنسان في ليبيا، وتقييد استخدام عقوبة الإعدام وتدعو إلى إلغائه في نهاية المطاف. فإن العديد من التدابير المقترحة في الميثاق أن تنفذ في العام التالي، على الرغم من أن بعضها لا يزال غير فعال. أيضا في عام 1989، أسست الحكومة الليبية جائزة القذافي الدولية لحقوق الإنسان، على أن تمنح لشخصيات من العالم الثالث الذين كافحوا ضد الاستعمار والإمبريالية، وكان الفائز في السنة الأولى الناشط المناهض للفصل العنصري في جنوب أفريقيا نيلسون مانديلا ومنذ عام 1994 وحتى عام 1997، بدأت الحكومة الليبية واللجان بالتطهير والقضاء على الفساد، لا سيما في القطاع الاقتصادي.
في عام 1989، شعر القذافي بسعادة غامرة بعد تأسيس اتحاد المغرب العربي، وتوحيد ليبيا في اتفاقية اقتصادية مع موريتانيا والمغرب وتونس والجزائر، معتبرا إياها بدايات اتحاد القومي العربي الجديد. وفي الوقت نفسه، صعدت ليبيا عن دعمها لمتشددين مناهضين للغرب مثل الجيش الجمهوري الايرلندي المؤقت، وفي عام 1988، تم تفجير طائرة بان آم رحلة 103 فوق قرية لوكربي في اسكتلندا مما أسفر عن مقتل 243 راكبا و16 من أفراد الطاقم، بالإضافة إلى 11 شخصا على الأرض. تحقيقات الشرطة البريطانية حددت الليبيين عبد الباسط المقرحي وفحيمة خليفة امين باعتبارهما المشتبه بهما الرئيسيين، وفي نوفمبر 1991 أصدرت إعلانا تطالب ليبيا تسليمهم. وعندما رفض القذافي، نقلا عن اتفاقية مونتريال، الأمم المتحدة فرض قرار 748 مارس 1992، لتبدأ العقوبات الاقتصادية ضد ليبيا والتي كان لها تداعيات عميقة بالنسبة لاقتصاد البلاد. ونتيجة للذلك عانت ليبيا ما يقدر ب 900 مليون دولار أمريكي خسائر مالية. نشأت مشاكل أخرى مع الغرب، عندما اطاحت الولايات المتحدة طائرتين من الطائرات الحربية الليبية قبالة الساحل الليبي في يناير كانون الثاني عام 1989. عارضت العديد من الدول الأفريقية عقوبات الأمم المتحدة، وانتقدهم مانديلا خلال زيارته للقذافي في أكتوبر 1997، عندما أشاد بليبيا لعملها في مكافحة الفصل العنصري ومنح القذافي وساما.

## الولايات المتحدة الأفريقية والمصالحة والخصخصة: 1999-2011

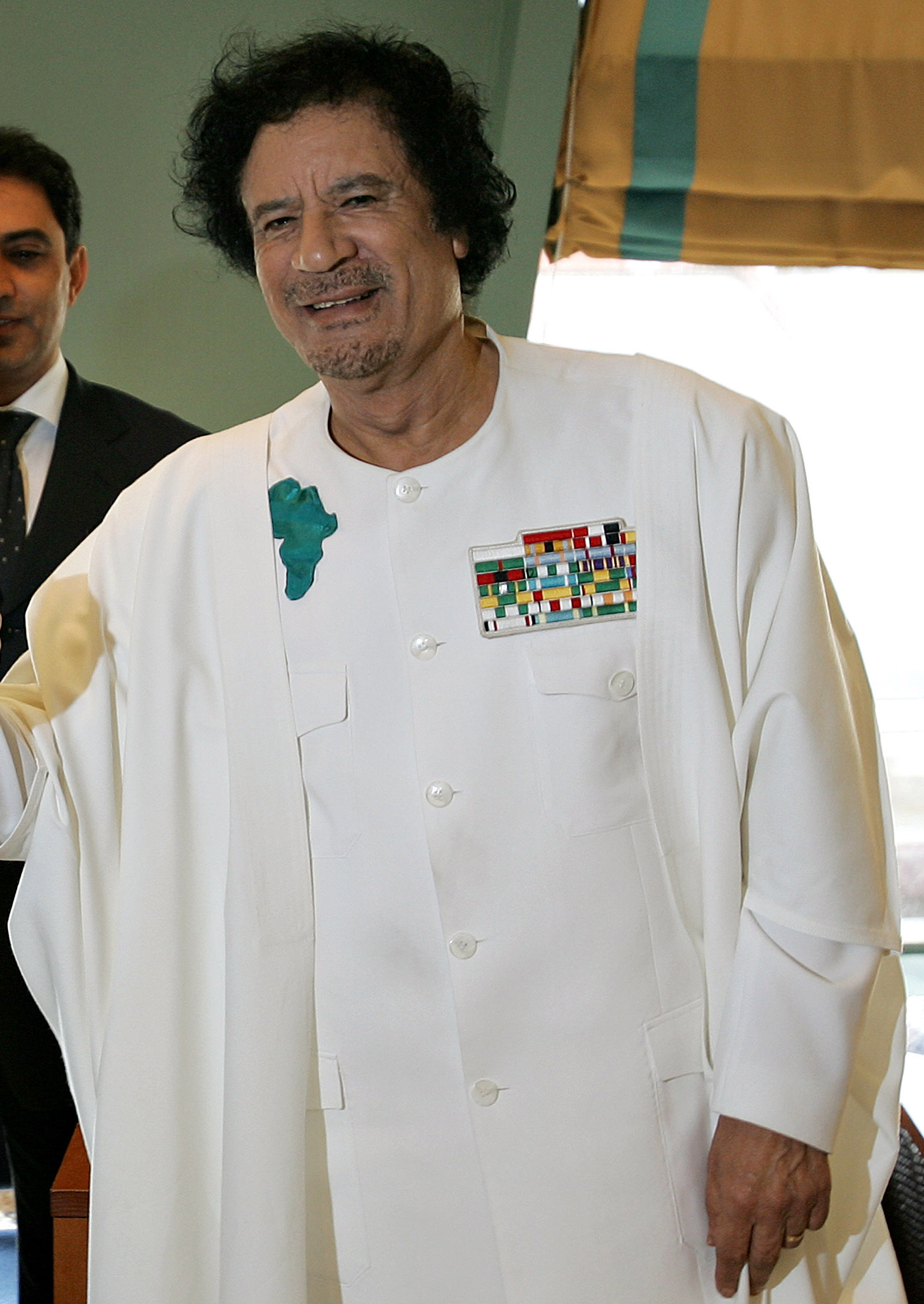
معمر القذافي بلباس يحمل رسما لقارة أفريقيا

مع نهاية القرن العشرين، رفض القذافي فكرة القومية العربية، بسبب الإحباط وشعوره بالفشل مثله مثل عموم العرب، بدلاً من ذلك التفت إلى الوحدة الأفريقية، مؤكداً هوية ليبيا الأفريقية. من 1997 إلى 2000، شرعت ليبيا عدة اتفاقات أو ترتيبات المعونة الثنائية مع 10 دول إفريقية، وفي عام 1999 انضمت إلى تجمع دول الساحل والصحراء. وفي يونيو 1999، زار القذافي نيلسون مانديلا في جنوب أفريقيا، وحضر في الشهر التالي قمة منظمة الوحدة الأفريقية في الجزائر، داعياً إلى التكامل السياسي والاقتصادي، والدعوة إلى تأسيس الولايات المتحدة الأفريقية وأصبح واحداً من مؤسسي الاتحاد الأفريقي، في يوليو 2002 أعلن أن الدول الأفريقية يجب أن نرفض المساعدات المشروطة من العالم المتقدم. في قمة الاتحاد الافريقى الثالثة، التي عقدت في ليبيا في يوليو تموز 2005، دعا القذافي لمستوى أعلى في التكامل السياسي، والدعوة إلى جواز سفر واحد لدول الاتحاد الأفريقي، نظام دفاع مشترك وعملة واحدة، وذلك باستخدام شعار: «الولايات المتحدة الأفريقية هو الأمل». وفي يونيو 2005، انضمت ليبيا للسوق المشتركة ل شرق وجنوب أفريقيا (الكوميسا)، في أغسطس 2008 أعلن لقب «ملك الملوك» للقذافي من قبل لجنة جمعت القادة الأفارقة التقليديين. وفي 1 شباط 2009، عقد له حفل تتويج رسمي في أديس أبابا وإثيوبيا، وبالتزامن مع انتخاب القذافي رئيساً للاتحاد الأفريقي لمدة عام.

## مؤتمر القمة العربية (دمشق) 2008
افتتح القذافي كلمته في الجلسة الافتتاحية للقمة العربية في سوريا هاجم فيها الرؤساء العرب واتهمهم بالتآمر على بعضهم، وأنهم «يكرهون بعضهم ولا يتمنون الخير لبعضهم». حذر القذافي في كلمته التي قوبلت بالضحك من قبل الحاضرين، الزعماء العرب المقربين من الولايات المتحدة من مواجهة مصير الرئيس العراقي السابق صدام حسين وطالبهم بتوطيد العلاقات مع إيران لأنها بلد مجاور ومسلم وأن ليس من مصلحة العرب معاداتها.

## مؤتمر الأمم المتحدة (نيويورك) 2009
حضر القذافي إلى الأمم المتحدة وهي الأولى له منذ أن وصل إلى سدة الحكم في بلاده قبل أربعين عاما وألقى خطابا استغرق به ساعة وخمسا وثلاثين دقيقة. استهل القذافي خطابه بأن بلاده لا تعترف بميثاق الأمم المتحدة وأنه يمثل 1000 مملكة أفريقية وطالب بتعويضات من الغرب على استعمار القارة السوداء، وطالب بدفع مبلغ 7.77 ترليون دولار كتعويضات لإفريقيا على استعمارها. مدح القذافي باراك أوباما وقال أنه لا يمانع في أن يكون رئيسا طوال الحياة للولايات المتحدة. ورحب القذافي بخطاب أوباما امام الجمعية العامة والذي تعهد فيه الرئيس الأميركي بالعمل المشترك مع المجتمع الدولي بعد أن كانت علاقات سلفه جورج بوش متوترة في معظم الأحيان مع دول العالم. أكد القذافي في كلمته أن العرب ليس عندهم عداوة مع اليهود فهم أبناء عمومتهم، ويعيشون هم وإياهم في سلام.

## الحرب الأهلية الليبية
أثار القذافي غضب الكثير من التونسيين والعرب حين انتقد الإطاحة بالرئيس التونسي السابق زين العابدين بن علي، وقال إن التونسيين تعجلوا الإطاحة به، كما هاتف الرئيس المصري السابق محمد حسني مبارك أثناء الثورة المصرية، وبعث له برسالة تضامن في وجه الثورة، التي سرعان ما امتد لهيبها إلى ليبيا أياماً قليلة بعد رحيل مبارك.

علم ليبيا في مرحلة ما قبل حكم القذافي، تم إستعادته بعد ثورة 2011

وطالما اعتبر القذافي نفسه «قائد ثورة» ومؤيداً للكثير من حركات التحرر، مثل حركة الباسك في إسبانيا والحزب الجمهوري الإيرلندي والبوليساريو والفصائل الفلسطينية، كما شكا كثير من الأنظمة العربية والأفريقية من دعمه وتمويله لحركات تمرد ومحاولات انقلاب فيها، لكنه مع ذلك قمع بقوة الحديد والنار كل المعارضين لنظامه، تماماً مثل ما حدث في سجن بوسليم 1996 حين قتل أكثر من 1200 سجين رمياً بالرصاص.

### ثورة 17 فبراير
في ليلة الاثنين من تاريخ 22/10/2011 م الموافق ل 22/9/1432 ه سقط نظام القذافي وقيل أن ابنيه سيف الإسلام ومحمد أسرا بعد دخول الثوار إلى طرابلس ولكن ذلك دحضه ظهور تسجيل لسيف الإسلام في فجر يوم 23 وهو يهدد ويتوعد الثوار وفي عصر ذلك اليوم اقتحم الثوار باب العزيزية معقل العقيد القذافي حيث يوجد بيت الصمود.

### تدخل منظمة حلف شمال الأطلسي: مارس-أغسطس 2011
بعد أسبوع من تنفيذ حظر الطيران، أعلن حلف شمال الأطلسي أنه أجبر على ذلك. في 30 أبريل أدت غارة جوية من قبل حلف شمال الأطلسي بقتل سيف العرب النجل الأصغر للقذافي وثلاثة من أحفاده في طرابلس «حسب الرواية الرسمية التي كّذبت فيما بعد»، بينما القذافي وزوجته كانا بالمنزل الذي تعرض للقصف، لكن لم يصابا بأذى. وظل المسؤولون الغربيون منقسمين حول ما إذا كان القذافي هدفاً عسكرياً مشروعاً بموجب قرار مجلس الأمن. لكن في المقابل دعت وزيرة الخارجية الأمريكية هيلاري كلينتون أن القذافي إما ان يقتل أو يؤسر.

### مقتله
بعد حكمه ليبيا لأكثر من 40 سنة قتل معمر القذافي في سرت (مسقط رأسه) عن عمر يناهز 69 سنة في 20 أكتوبر 2011 بعد قتله إعداماً أو متأثراً بجراحه بعد أسره من قبل ثوار ليبيا في مدينة سرت مع وزير دفاعه وحراس شخصيين إثر هروبهم من غارة للناتو يعتقد أنها من قوات فرنسية استهدفت القافلة المكونة من سيارات كثيرة وقتل معه أبو بكر يونس وزير دفاعه وقتل ابنه المعتصم، وتم القبض علي ابنه سيف الإسلام لاحقاً، وقد أعلن المجلس الانتقالي الليبي نقل جثمان القذافي إلى مدينة مصراتة. بينما نفى محمد ليث القائد الميداني للمنطقة الجنوبية في مدينة سرت قتله أو جرحه من قبل غارة من الناتو وأكد أن من قتله هم الثوار الليبيون 

## حقوق الإنسان في عهد القذافي
في نهاية السبعينات وبداية الثمانينات عرفت جامعة الفاتح الليبية الإعدام العلني في الحرم الجامعي لطلبتها المعارضين، وذلك بعد إحضار الآلاف من الطلاب لمشاهدة عملية الإعدام، لقد كان منفذو تلك العملية يبتهجون بذلك ويصرخون قائلين : لا نريد مزيداً من الكلام، فقط اقتلوا عدو الثورة. وتنفذ عمليات إعدام علنية أخرى احياءً لذكرى السابع من أبريل 1976 التي شهدت الاعتراضات الطلابية هناك، لقد استمر تنفيذ الإعدامات العلنية في تلك الجامعة، بين عامي 1978 و1988 وكانت تتلفز لنشر الذعر في نفوس الليبيين. في فترة الثمانينات كانت اللجان الثورية لها مطلق الحرية في التصرف في البلاد فعلى الليبيين الا يعتقدوا ويعتنقوا الا ما يعتقد ويعتنق القذافي ولا يؤمنوا إلا بما يراه. نفذت إعدامات علنية في مايو سنة 1984 وكانت تنفذ على مرأى ومسمع الناس لتثبيت مبدأ وجود السلطة وهيمنتها بما في ذلك السجون وكل من شنقوا أو تمت تصفيتهم كان ذنبهم الوحيد أنهم ضد النظام.
ظهر للعلن مع سقوط النظام مقابلات مع سجناء ومعتقلين سابقين أغلبهم من الإسلاميين سلمتهم الاستخبارات الأميركية في عهد الرئيس الأسبق جورج بوش، لنظام القذافي، فتعرضوا للتعذيب بعد عودتهم لليبيا. كشفت تقارير أن معظم السجناء الذين تعرضوا للتعذيب كانوا أعضاءَ في الجماعة الإسلامية المقاتلة خلال فترة الثمانينات من القرن الماضي. وكان السجناء عرضة لكثير من الانتهاكات والضرب، وتعرض بعضهم لصدمات كهربائية ومحاكمات سريعة، وحبس انفرادي. واستهدف القذافي بشكل أساسي الإسلاميين المعارضين له، وكان كثيرٌ من هؤلاء فروا من ليبيا أثناء حكمه.

## حياته الشخصية
وصفته برقية صادرة من سفير الولايات المتحدة في طرابلس جين كريتز في عام 2009 بأنه «شخصية زئبقية وغريب الأطوار، يعاني من عدة أنواع من الرُهاب، يحب رقص الفلامنكو الإسباني وسباق الخيل، يعمل ما بدا له ويزعج الأصدقاء والأعداء على حد سواء». وتضيف البرقية أن القذافي يصاب بنوبة من الخوف اللاإرادي من المرتفعات لذلك فهو يخشى الطوابق العليا من البنايات، كما أنه يفضل عدم الطيران فوق الماء.[بحاجة لمصدر]
نشر موقع ويكيليكس تقارير قالت أن معمر القذافي يتصدر قائمة أثرياء الزعماء العرب بثروة تقدر ب 131 مليار دولار، وهي ثروة تقارب ستة أضعاف ميزانية ليبيا للعام 2011 البالغة 22 مليار دولار. وتقول التقارير إن معظم استثمارات القذافي في إيطاليا بسبب العلاقة الوثيقة التي تربطه برئيس الوزراء سيلفيو برلسكوني، وهو يمتلك نحو 5% من كبرى الشركات الإيطالية، كما يمتلك أسهما في نادي يوفنتوس وشركة نفط «تام أويل» وشركات تأمين واتصالات وشركات ملابس شهيرة. وتقدر الإحصاءات أن ثروة القذافي يمكن أن تسد حاجة الوطن العربي الغذائية التي تقدر بين 20 و25 مليار دولار مدة ثلاث إلى أربع سنوات.
بعد صعوده إلى السلطة، انتقل القذافي في ثكنة باب العزيزية، وهو عبارة عن مجمع محصن طويل يقع على بعد ميلين من وسط طرابلس. كان منزله ومكتبه في العزيزية مخبأ ومصمم من قبل مهندسين من ألمانيا الغربية، في حين أن بقية عائلته عاشت في مبنى من طابقين داخل المجمع وبه ملعب تنس، وملعب لكرة القدم، وعدة حدائق، وخيمة بدوية بها العديد من الإبل، وكان أسلوب حياته متواضعاً بالمقارنة مع غيره من القادة العرب. عمل القذافي لسنوات مع البنوك السويسرية المصرفية الدولية. في نوفمبر 2011، حددت صحيفة صنداي تايمز الممتلكات تبلغ قيمتها مليار جنيه إسترليني في المملكة المتحدة وحدها. وكان يمتلك طائرة إيرباص A340 خاصة، والتي اشتراها من الأمير الوليد بن طلال مقابل 120 مليون دولار في عام 2003 تشغلها شركة الخطوط الجوية الأفريقية في طرابلس وزينت خارجياً بألوانها، فكانت تحتوي على الكثير من الكماليات المختلفة بما في ذلك جاكوزي.

### الامازونيات
تعتبر الامازونيات إلى جانب الملابس غير المألوفة والخيمة العربية ثلاثة مظاهر ارتبطت به ولفتت الأنظار إليه في زياراته لدول العالم المختلفة. وجاء اختيار القذافي للنساء لحمايته متناقضا مع تصوراته المعلنة عن المرأة، وتأكيداته المكررة في كتابه الأخضر أن «مكان النساء هو البيوت لأن تكليفهن بوظائف الرجال يفقدهن أنوثتهن وجمالهن». وتشير المعلومات القليلة المتوافرة عن حارسات القذافي إلى أن تعدادهن يصل لنحو 400 حارسة، وأنهن يشكلن وحدة ذات وضع مميز داخل القوات الخاصة المكلفة بحمايته.

### الإرث
ظلّ القذافي شخصيةً مثيرة للجدل ومثيرة للانقسام على الساحة العالمية طوال حياته وبعد وفاته. وأشاد أنصار القذافي بإدارته لخلق مجتمع لا طبقي تقريبا من خلال الإصلاح الداخلي. ويؤكدون على إنجازات النظام في مكافحة التشرد وضمان الحصول على الغذاء والمياه الصالحة للشرب. مسلطين الضوء، أنه في ظل حكم القذافي، تعطي الليبيين مجانية التعليم إلى المستوى الجامعي، وأشاروا إلى الارتفاع الكبير في معدلات معرفة القراءة والكتابة بعد ثورة 1969.

### مقتنياته

مسدس براونينج المرصع بالذهب الخالص

#### مسدسبراوينغ هاي باورالذهبي
بروانينج هاي باوار الذهبي عيار 9 مليمتر، المصنّع خصيصاً للعقيد معمر القذافي كتب عليها اللواء معزز 32..الفاتح..شمس لا تغيب. وهو مسدس يستخدمه العسكريون حول العالم بمن فيهم عناصر القوات البريطانية الخاصة إس ايه إس.
المسدس الشهير ب كولت 54 الذي بدأ استخدامه منذ عشرينيات القرن الماضي، واشتهر بفضل أفلام رعاة البقر في الغرب الأمريكي، ولكن يندر أن يعثر على نسخة ذهبية وهو سلاح خاص أمر القذافي بصنعها وتطعيمها بالذهب. وتم تصميم مسدس آخر مصنوع من الألماس والذهب الخالص عيار 24 وحفر عليه اسمه بفصوص من ألماس أحضر خصيصاً للقذافي من جنوب أفريقيا، وفصوص حمراء أحضرت من كينيا وتمت صناعة المسدس خلال 12 شهراً وبأيدي أمهر صناع المجوهرات والألماس في العالم. وبلغت تكلفته ما يقارب المليون دولار. ووجدت أريكة صممت بشكل حورية البحر وتحمل وجه ابنته عائشة. ووجد في مسكنه منشة للذباب مقبضها عبارة عن تمثال صغير لفيل من الذهب الخالص.

## مؤلفاته
- آراء جديدة في السوق والتعبئة ومبادئ الحرب
- الكتاب الأخضر المركز العالمي لدراسات وأبحاث الكتاب الأخضر.
- شروح الكتاب الأخضر المركز العالمي لدراسات وأبحاث الكتاب الأخضر.
- القرية.. القرية، الأرض.. الأرض، وانتحار رائد الفضاء.[49]
- تحيا دولة الحقراء
- اسراطين الكتاب الأبيض.
- السجل القومي ويتضمن أحاديثه وخطبه وحواراته ولقاءاته السياسية والصحفية صدر منه حتى الآن (36 جزءاً) عن المركز العالمي لدراسات وأبحاث الكتاب الأخضر.
- ملعونة عائلة يعقوب، ومباركة أيتها القافلة
- عشبة الخلعة والشجرة الملعونة.